# Liran Kohener
Liran Kohener (Rishon LeZion, 20 de noviembre de 1988) es una modelo de glamour y reina de belleza israelí. Ganadora del certamen Miss Israel 2007, representó a este país en Miss Mundo ese mismo año.

## Carrera
Kohener nació en la ciudad israelí de Rishon LeZion, de padres nacidos en tierras hebreas y de ascendencia judía sefardí. Su padre es de ascendencia turco-judía, mientras que su madre es de ascendencia marroquí-judía y egipcia-judía. Para celebrar su Bat Mitzvah, Kohener viajó con su familia por toda Europa.
Tras graduarse en el instituto, sirvió como soldado en las Fuerza Aérea de Israel. Por realizar el servicio militar obligatorio en el momento en que se iba a celebrar Miss Universo, su candidatura fue rechazada pese a ser ganadora del certamen nacional, siendo sustituida en estos galardones por Sharon Kenett. Sí llegó a participar en Miss Mundo 2007.
En 2009, fue concursante en la primera temporada del reality show HaMerotz LaMillion. Ella y su compañera, la Miss Israel 2005 Elena Ralph, quedaron en décimo lugar.
En 2015 se casó con el naturópata y personaje televisivo israelí Guy Geyor. Tienen dos hijas.